# Agram 2000

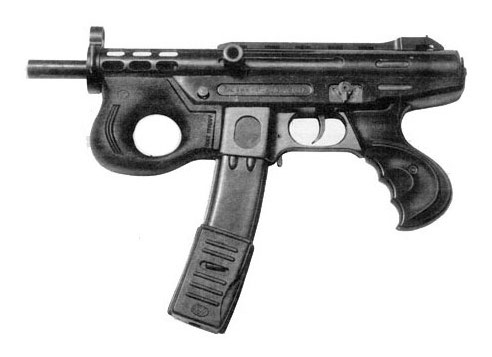
Agram 2000 machinepistool

De Agram 2000 is een licht machinepistool in het kaliber 9mm x 19 Parabellum. Het wordt gemaakt in Kroatië in hoofdzakelijk kleine wapenfabriekjes. De Agram 2000 werd ontworpen na het uiteenvallen van Joegoslavië. Deze pistoolmitrailleur weegt ongeveer 2 kg en heeft een vuurselector met drie standen: Safe, Single-Shot en Full-auto voor 800 schoten per minuut.